# Промышленная экология
Промышленная экология — прикладная наука о взаимодействии промышленности (как отдельных предприятий, так и техносферы) и окружающей среды (экология), и наоборот — влияние условий природной среды на функционирование предприятий и их комплексов.

## Структура промышленной экологии
По отношению к отрасли производства промышленная экология подразделяется на три основные группы: добывающая, перерабатывающая и машиностроение.

## Основные объекты
В окружающей среде выделяют следующие зоны влияния промышленности:
1. Воздух (атмосферный воздух).
2. Вода (грунтовые, поверхностные).
3. Земля, почва.
4. Шум, вибрации.
5. Энергетические воздействия:
  1. электромагнитные
  2. радиационные.

На основании указанных зон влияния рассматриваются технологические процессы предприятия с целью уменьшения воздействия на окружающую среду.
Результаты анализа стоимости внедрения систем очистки, мониторинга окружающей среды, штрафов за загрязнение окружающей среды иногда показывают, что предприятиям дешевле платить штрафы.
В связи с этим основная деятельность инженеров-экологов на предприятии (для которых промышленная экология является основной дисциплиной) заключается в бодании (борьбе) с контролирующими организациями.
Это приводит к необходимости подробно знать актуальное законодательство России.
Последние издания по этой дисциплине [1] в основном рассматривают экологическую документацию предприятия (если не учитывать статистические данные о том как все плохо, что можно найти и в других источниках по сопутствующим дисциплинам).

## Жизненный цикл предприятия
Согласно этим источникам жизненный цикл предприятия разбивается на несколько этапов:
1. намерение построить предприятие
2. строительство предприятия
3. функционирование предприятия
4. модернизация предприятия
5. ликвидация предприятия

Каждый из этих этапов достаточно подробно регламентирован в законодательстве. Каждый этап сопровождается своим пакетом документов.
1. Процедура ОВОС (оценка воздействия на окружающую среду)
2. Проект предприятия (обязательный раздел «Охрана окружающей среды»
3. Пакет документов — проект ПДВ, ПДС, ПНООЛР, комплект ежегодных разрешений на выбросы, сбросы, лицензия на право обращения с опасными отходами, паспорта опасных отходов, договора с принимающими организациями.
4. Проект (см. 2)

Практических пособий под одной обложкой достаточно мало, см. напр. [2].

## Подготовка специалистов
Н. С. Торочешников, Н.В. Кельцевым и С.В.Кафтановым организовали в Московском химико-технологическом институте им. Д. И. Менделеева подготовку инженеров-технологов по новой в СССР специальности 0836 — «Технология рекуперации вторичных материалов промышленности» (Приказ министра высшего и среднего образования СССР №230 от 19 марта 1971 года). Новая специальность создавалась для изучения методов очистки отходящих газов и разработки путей совершенствования технологических процессов, снижающих уровень загрязнения атмосферы. Специальность по промышленной экологии.